# El judío Süß (novela de 1827)
El judío Süß (título original en alemán Jud Süß) es una novela corta de 1827 del escritor alemán Wilhelm Hauff basada en la vida de Joseph Süß Oppenheimer. Originalmente fue publicada por capítulos en la revista Morgenblatt für gebildete Stände, de la editorial Cotta’sche Verlagsbuchhandlung.

## Argumento
La trama comienza cuatro semanas antes de la muerte de Carlos Alejandro de Wurtemberg, undécimo Duque de Wurtemberg. El centro de la historia es el amor imposible de Lea, la hermana del consejero judío de la corte Joseph Süß Oppenheimer, con Gustav Lanbek, un joven alemán. La acción empieza en el palacio de Süß, durante un baile de máscaras que organiza con motivo de su cumpleaños. A la celebración acude Gustav Lanbek acompañado por su padre, representante del Wurtemberg tradicional y patriota. Durante el transcurso de la fiesta, el joven Gustav cambia de disfraz para poder verse a solas con Lea. Mientras están juntos, el padre de Gustav provoca a Süß. Debido a una confusión, Gustav termina siendo detenido y al día siguiente Süß le va a visitar a la cárcel. Süß nombra a Gustav asistente e intenta forzarle a casarse con Lea, dándole un ultimátum de cuatro semanas; el joven se debate entre casarse con Lea o permanecer fiel a familia, religión e ideales. Cuando el padre se entera del encuentro de su hijo con Süß, urde un plan junto a otros compatriotas para hacer ver al duque el comportamiento deshonesto del judío (se presupone que el duque no está al corriente de los negocios de Oppenheimer). Cuando el ultimátum expira sin que Gustav haya dado respuesta alguna, Süß ordena que este regrese a prisión. La víspera de su encarcelamiento, Gustav huye con un amigo. En su huida se encuentran con Süß y reciben la noticia de que el duque ha muerto, lo que desencadena la solución del conflicto político.
Süß es juzgado, y Gustav es uno de los jueces en el proceso. Lea acude a él para suplicar perdón para su hermano, pero finalmente éste es hallado culpable y ahorcado. Mientras aguarda su ejecución, descubre que en realidad no es judío, pero prefiere enfrentarse a la sentencia en lugar de volver la espalda a la comunidad en cuyo seno creció. Tras la ejecución de Süß, Lea se suicida tirándose al río y Gustav renuncia al matrimonio.

## Análisis
Para Wilhelm Hauff, este relato es una manera de rendir homenaje a su abuelo Johann Wolfgang Hauff, secretario del consejo parlamentario de Wurtemberg y defensor de los derechos de la Asamblea frente a las tentativas absolutistas del duque Carlos Alejandro y su hijo Carlos Eugenio. Por ese motivo, muestra una imagen tan poco favorecedora del consejero de la corte, convirtiendo a Süß en el factor ajeno que rompe el orden institucional tradicional. Süß se asimila prácticamente con el diablo, y únicamente su muerte puede restablecer el orden social. La imagen del judío Süß dada por el libro ha sido reproducida en multitud de ocasiones por parte de racistas y antisemitas.